# Fronsac (Haute-Garonne)
Fronsac település Franciaországban, Haute-Garonne megyében. Lakosainak száma 188 fő (2022. január 1.). Fronsac Ore, Saléchan, Chaum, Esténos, Frontignan-de-Comminges, Moncaup, Antichan-de-Frontignes és Bezins-Garraux községekkel határos.

## Népesség
A település népességének változása:
| Lakosok száma | 265  | 226  | 201  | 209  | 198  | 207  | 210  | 200  | 195  | 188  |
|               | 1968 | 1982 | 1990 | 2006 | 2013 | 2015 | 2017 | 2019 | 2020 | 2022 |